# Knjiga sjenki
Knjiga sjenki ili Knjiga sjena (eng. Book of Shadows), vrsta grimorija i naziv za knjigu koja sadrži religijske tekstove i upute za izvođenje magijskih obreda u okviru novopoganske religije Wicca, ali i drugih novopoganskih religija i tradicija povezanih s vještičarstvom. Knjiga sadržava magijske obrede, podatke o vještičjim sabatima, instrukcije o Mjesečevim mjenama, osnove wiccanske etike i filozofije, popis stvari potrebnih za uređenje oltara, zazive, čarolije i zapisana iskustava u planiranju i provedbi magijske prakse.
Najpoznatija Knjiga sjenki je ona koju je izradio Gerald Gardner, osnivač Wicce tijekom kasnih 1940-ih ili ranih 1950-ih godina kao svoj osobni dnevnik. Izvorno je svaki wiccanski koven imao jednu Knjigu sjenki za čitav koven koju su čuvali velika svećenica ili veliki svećenik, ali je to pravilo s vremenom bilo odbačeno kao neizvedivo te je uvedena praksa da svaka vještica izrađuje vlastitu Knjigu sjenki.